# Nik Kershaw

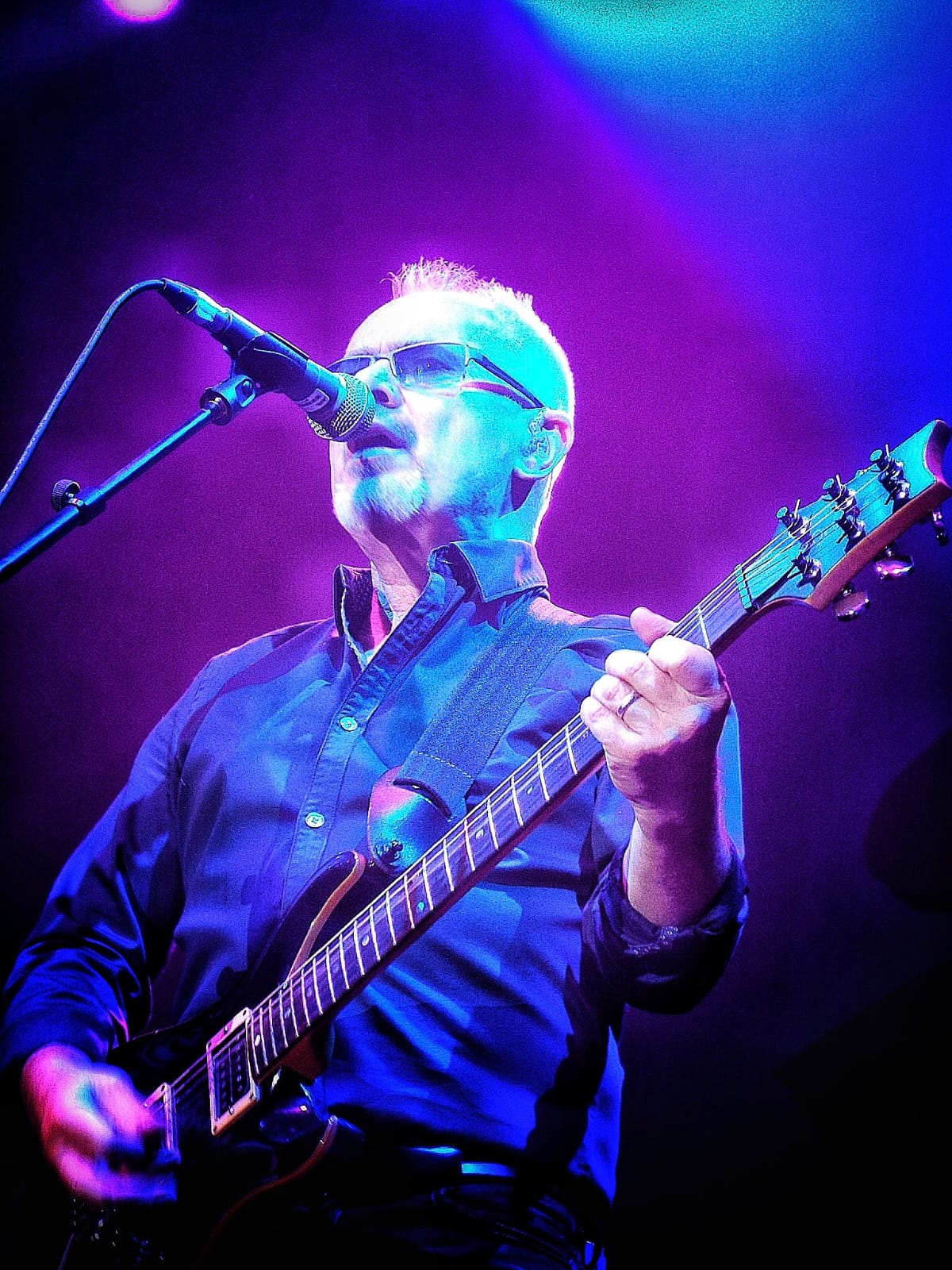
Nik Kershaw (2019)

Nicholas David „Nik“ Kershaw (* 1. März 1958 in Bristol) ist ein britischer Multi-Instrumentalist, Singer-Songwriter und Komponist. Zwischen Herbst 1983 und Ende 1985 hatte er große Erfolge mit Titeln wie I Won’t Let the Sun Go Down on Me, Wouldn’t It Be Good oder The Riddle. Später trat er auch als Komponist u. a. für Chesney Hawkes, Boyzone oder The Hollies in Erscheinung. Seine späteren Werke wie 15 Minutes oder To Be Frank werden eher dem Progressive Rock zugeordnet.

## Leben und Werk
Kershaw wuchs in Ipswich in der Grafschaft Suffolk auf. Mit zehn Jahren stand er erstmals auf einer Bühne. Seine Eltern erkannten früh das Talent ihres Sohnes. So lernte er bereits als Kind die Instrumente Gitarre, Bass, Keyboard und Schlagzeug. Schon als Schüler war Kershaw stets Mitglied in verschiedenen Bands. Trotzdem begann er nach der Schulzeit zunächst eine Ausbildung beim Arbeitsamt in Ipswich, die er aber abbrach. 1978 trat er der Jazz-Funk-Band Fusion bei, mit welcher er ein Album unter zwei Labels veröffentlichte. Da sich daraus kein kommerzieller Erfolg entwickelte, trennte sich die Band und Kershaw wurde arbeitslos. Daraufhin widmete er sich dem Songschreiben und der Suche nach einem Plattenvertrag. Mit einer Anzeige in der Zeitschrift Melody Maker fand er schließlich seinen Manager Mickey Modern und unterschrieb 1983 einen Plattenvertrag mit MCA Records für vier Alben.
Unter dem Namen Nik Kershaw veröffentlichte er im September 1983 mit I Won’t Let the Sun Go Down on Me seine erste Single. Im Februar 1984 erschien mit Human Racing das dazugehörige Album, das sich in mehreren Ländern wochenlang in den Top Ten hielt. Kurz zuvor erreichte Kershaw mit dem Song Wouldn’t It Be Good die Top 10 in den britischen und deutschen Charts.
Aufgrund des Erfolges des Debütalbums veröffentlichte er noch im November desselben Jahres die Nachfolge-LP The Riddle, aus der etwa zur selben Zeit die gleichnamige Single ausgekoppelt wurde. Von diesem Zeitpunkt an konnte man Nik Kershaw zu den Popstars der 1980er-Jahre zählen. 1985 spielte er auf dem von Bob Geldof initiierten Live-Aid-Konzert im Londoner Wembley-Stadion.
Nach den zwei weiteren, weit weniger erfolgreichen Alben Radio Musicola (1986) und The Works (1989) zog sich Kershaw weitgehend aus dem Musikgeschäft zurück. Zwischen 1990 und 1998 war er sporadisch als Studiomusiker und Songwriter tätig, unter anderem für Boyzone, Bonnie Tyler, Cliff Richard und Colin Blunstone. Für den britischen Sänger Chesney Hawkes schrieb und produzierte er den Song The One and Only, der im Jahr 1991 zu einem Welthit wurde.
Nachdem er im August 1991 mit The Collection ein erstes Best-of-Album veröffentlichte, erschien Ende 1998 das zweite offizielle Greatest Hits-Album mit zwei Remixen im typischen Stil der 1990er-Jahre. 1999 versuchte Nik Kershaw mit dem Album 15 Minutes ein Comeback. Dieses Album und der 2001 erschienene Nachfolger To Be Frank erhielten zwar positive Kritiken, verkauften sich aber nur schwach. Das Album Then & Now von 2005 enthält eine Mischung aus alten Hits und vier neuen Songs.

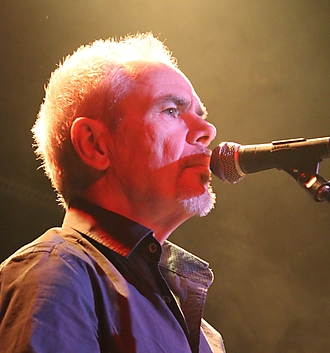
Nik Kershaw (2013)

Für das Album You've Got to Laugh schloss Kershaw keinen Plattenvertrag ab, sondern veröffentlichte es am 26. Oktober 2006 auf seinem eigenen Label Shorthouse Records und in Apples iTunes Store. Auf You’ve Got to Laugh wirken Simon Phillips, Nick Beggs (Kajagoogoo) und Imogen Heap als Gastmusiker mit. Am 25. April 2008 wurde das Album in Deutschland über das Label Rough Trade veröffentlicht.
Am 1. Februar 2010 erschien mit No Frills eine Sammlung ausgewählter Titel in neu aufgenommenen Akustikversionen. Das Album ist über Kershaws Website und über den iTunes Store erhältlich. Am 19. Oktober 2012 wurde das Doppelalbum Genesis Revisited II von Steve Hackett veröffentlicht. In diesem singt Kershaw auf der ersten CD das Stück The Lamia. Im Jahr 2019 machte er anlässlich des 35. Geburtstag seines erfolgreichsten Albums Human Racing eine internationale Tournee. Im selben Jahr erhielt er einen Ehrendoktortitel der University of Suffolk für sein musikalisches Wirken.
Neben seiner Arbeit als Musiker hat Nik Kershaw auch ein Buch geschrieben. In Spilling the Beans On … Making It in Music wirft er einen Blick auf das Musikgeschäft. Das Buch ist bislang nur in englischer Sprache erhältlich.
Nik Kershaw hat mit seiner ersten Frau Sheri, die als Backgroundsängerin auf mehreren seiner Alben mitwirkte, drei Kinder. Im November 2003 trennten sich die beiden nach 20 Jahren Ehe. Seit dem 20. Juni 2009 ist er mit Sarah Kershaw verheiratet. Mit ihr hat Kershaw einen gemeinsamen Sohn.
Für den 16. Oktober 2020 hatte Kershaw sein neuntes Studioalbum Oxymoron angekündigt. Da dessen Veröffentlichung aufgrund von Produktionsengpässen während der Corona-Krise länger ungewiss war, wurde am 26. Juni 2020 die EP These Little Things als Vorgeschmack in Downloadform auf das ganze Album veröffentlicht.
Am 6. Mai 2022 veröffentlichte Kershaw die EP Songs from the Shelf, Pt. 1, eine Neuinterpretation sechs hauptsächlich in den 90ern geschriebener Songs, welche zuvor nur als Demos auf DAT-Kassetten aufgenommen worden waren. Am 14. April 2023 wurde der Nachfolger Songs from the Shelf, Pt. 2 veröffentlicht. In Zukunft sollen weitere Teile dieser Reihe folgen.

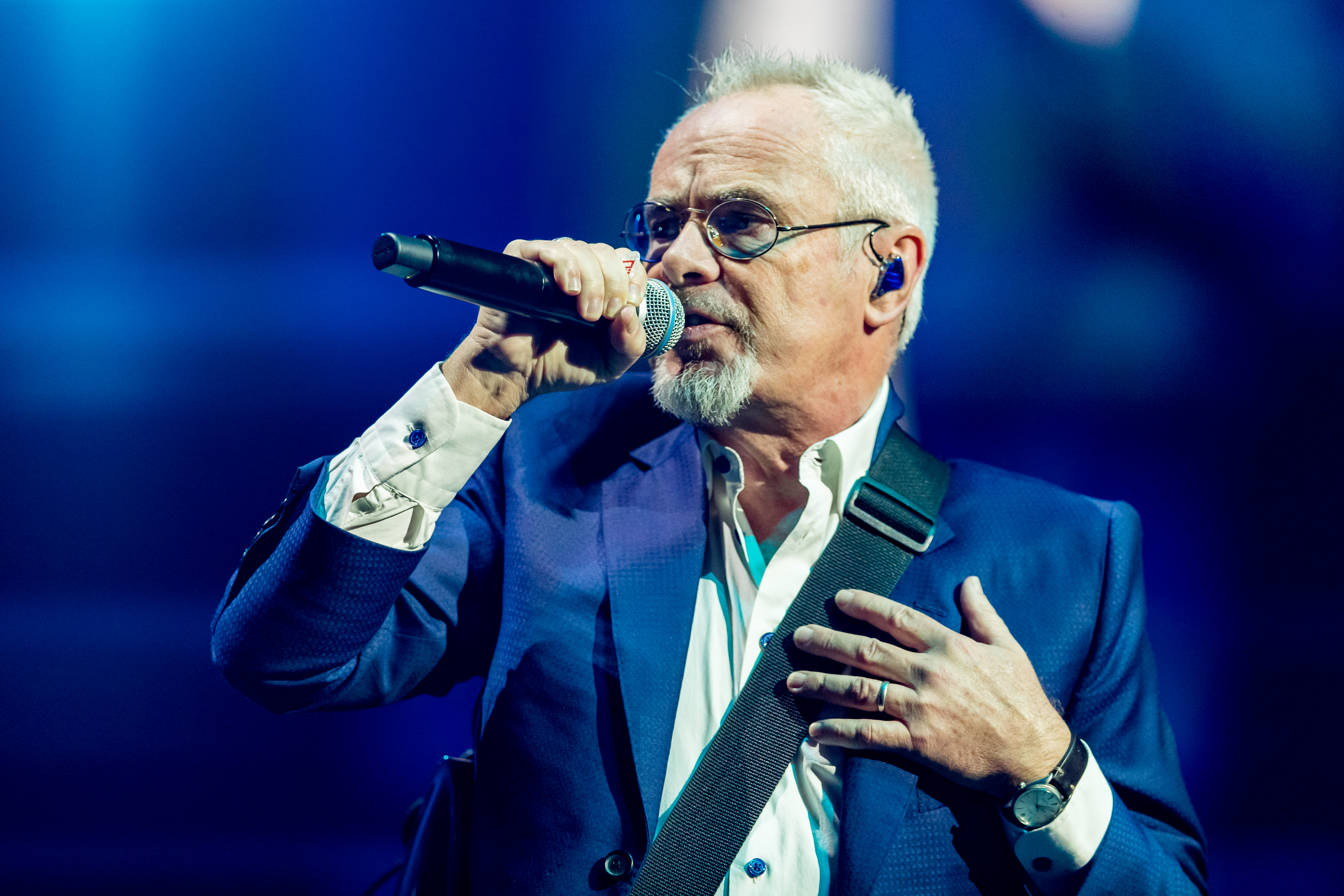
Nik Kershaw bei der Night of the Proms 2022 in Mannheim

2022 wirkte er als Künstler bei der Night Of The Proms in Belgien und Deutschland mit.

## Diskografie
Studioalben

| Jahr | Titel               | Höchstplatzierung, Gesamtwochen, AuszeichnungChartplatzierungen (Jahr, Titel, Platzierungen, Wochen, Auszeichnungen, Anmerkungen) | Höchstplatzierung, Gesamtwochen, AuszeichnungChartplatzierungen (Jahr, Titel, Platzierungen, Wochen, Auszeichnungen, Anmerkungen) | Höchstplatzierung, Gesamtwochen, AuszeichnungChartplatzierungen (Jahr, Titel, Platzierungen, Wochen, Auszeichnungen, Anmerkungen) | Höchstplatzierung, Gesamtwochen, AuszeichnungChartplatzierungen (Jahr, Titel, Platzierungen, Wochen, Auszeichnungen, Anmerkungen) | Höchstplatzierung, Gesamtwochen, AuszeichnungChartplatzierungen (Jahr, Titel, Platzierungen, Wochen, Auszeichnungen, Anmerkungen) | Anmerkungen                                                 |
| Jahr | Titel               | DE | AT | CH | UK | US | Anmerkungen                                                 |
| ---- | ------------------- | --- | --- | --- | --- | --- | ----------------------------------------------------------- |
| 1984 | Human Racing        | DE8 (27 Wo.)DE | — | CH12 (24 Wo.)CH | UK5 Platin · (61 Wo.)UK | US70 (17 Wo.)US | Erstveröffentlichung: 27. Februar 1984 Verkäufe: + 350.000  |
| 1984 | The Riddle          | DE12 (22 Wo.)DE | — | CH23 (7 Wo.)CH | UK8 Platin · (36 Wo.)UK | US113 (10 Wo.)US | Erstveröffentlichung: 19. November 1984 Verkäufe: + 320.000 |
| 1986 | Radio Musicola      | — | — | — | UK47 Silber · (3 Wo.)UK | — | Erstveröffentlichung: 24. Oktober 1986 Verkäufe: + 60.000   |
| 1989 | The Works           | — | — | — | — | — | Erstveröffentlichung: 22. Mai 1989                          |
| 1999 | 15 Minutes          | — | — | — | — | — | Erstveröffentlichung: 18. Januar 1999                       |
| 2001 | To Be Frank         | — | — | — | — | — | Erstveröffentlichung: 23. April 2001                        |
| 2006 | You’ve Got to Laugh | — | — | — | — | — | Erstveröffentlichung: 26. Oktober 2006                      |
| 2012 | Ei8ht               | — | — | — | UK91 (1 Wo.)UK | — | Erstveröffentlichung: 6. August 2012                        |
| 2020 | Oxymoron            | — | — | — | — | — | Erstveröffentlichung: 16. Oktober 2020                      |